# Беондегі
Беондегі (번데기, дослівно "лялечка") — корейська вулична страва з лялечок шовкопряда.
Продається переважно у вуличних торговців у паперових стаканцях із кількома зубочистками для наколювання. У лялечках міститься багато протеїну, тому часто використовується як закуска під алкоголь. Беондегі має сильний запах, тому місце, де вона продається можна впізнати на вулиці здалеку за допомогою нюху. Коли розкусити оболонку лялечки, в рот виливається поживна внутрішня рідина. У магазинах продають консервовані беондегі.
Має тайський відповідник Туа май тхрот.

## Галерея

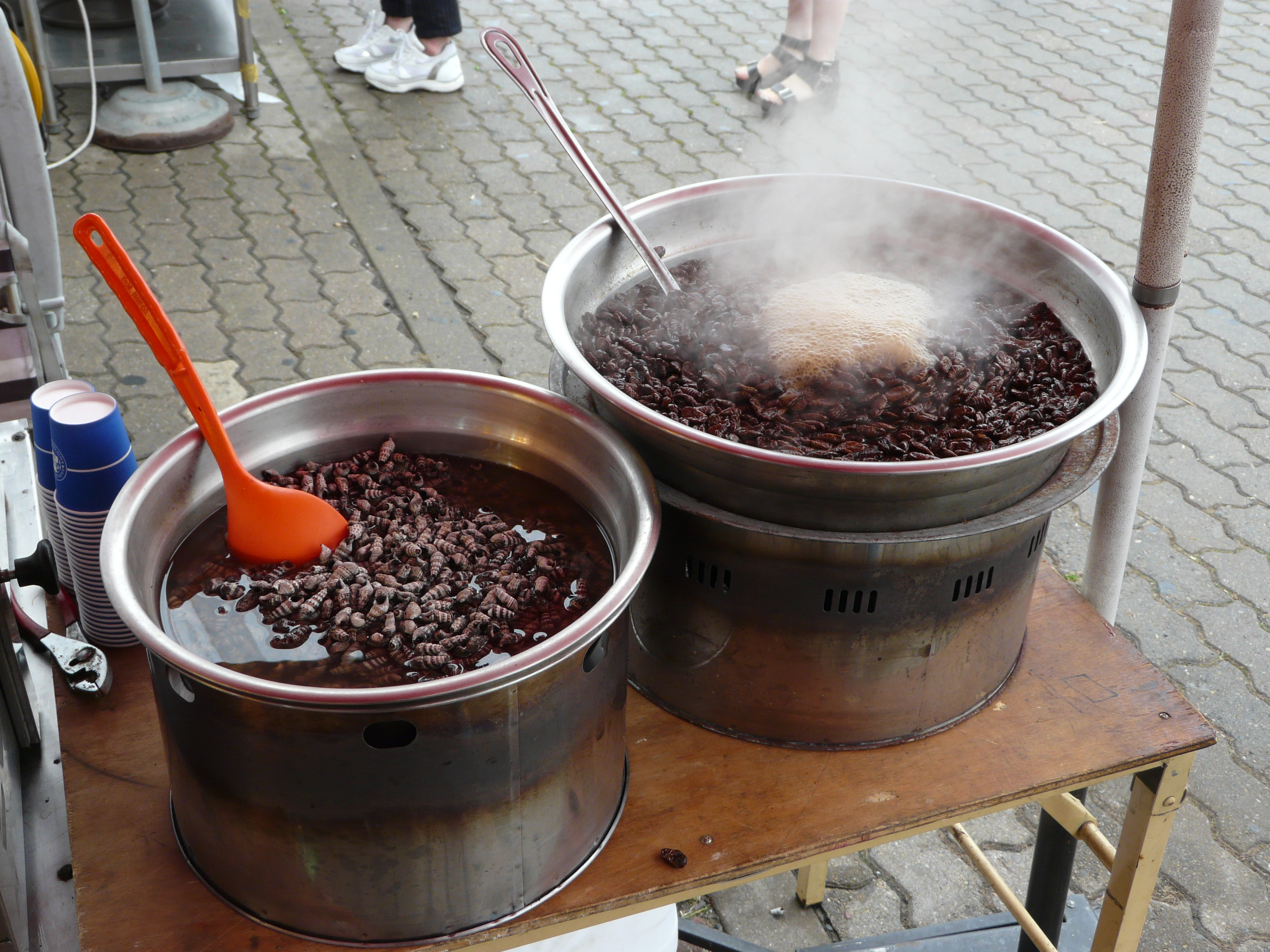
Продаж на вулиці
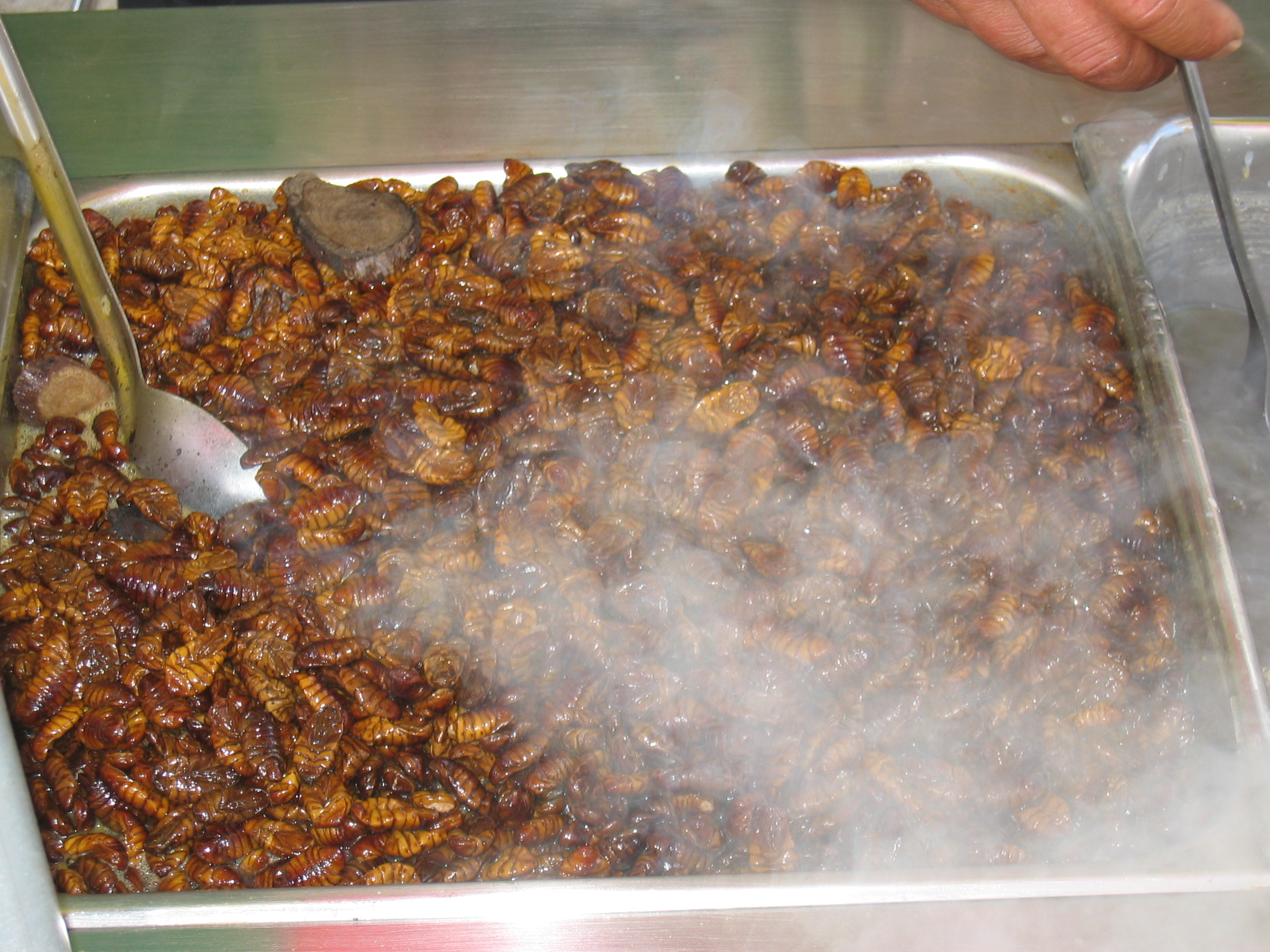
Приготування
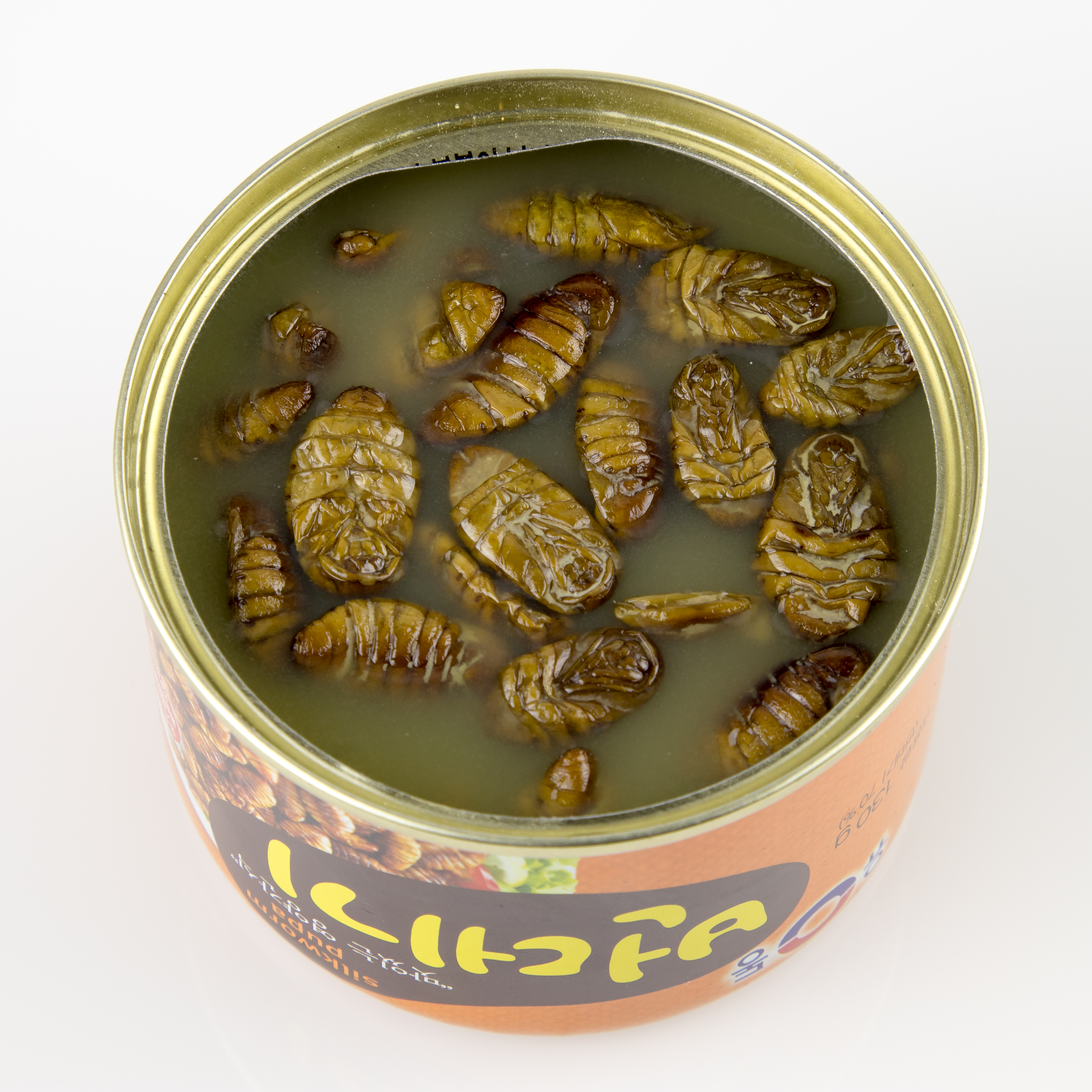
Консервовані беондегі